# (100609) 1997 ST6
(100609) 1997 ST6 es un asteroide perteneciente al cinturón de asteroides, descubierto el 23 de septiembre de 1997 por el equipo del Spacewatch desde el Observatorio Nacional de Kitt Peak, Arizona, Estados Unidos.

## Designación y nombre
Designado provisionalmente como 1997 ST6.

## Características orbitales
1997 ST6 está situado a una distancia media del Sol de 2,995 ua, pudiendo alejarse hasta 3,228 ua y acercarse hasta 2,762 ua. Su excentricidad es 0,077 y la inclinación orbital 9,311 grados. Emplea 1893,78 días en completar una órbita alrededor del Sol.

## Características físicas
La magnitud absoluta de 1997 ST6 es 15,4. Tiene 3 km de diámetro y su albedo se estima en 0,147.